# Le Dernier Vice-Roi des Indes
Pour plus de détails, voir Fiche technique et Distribution.
Le Dernier Vice-Roi des Indes (Viceroy's House) est un film britannico-indien réalisé par Gurinder Chadha, sorti en 2017.

## Synopsis
Une évocation de la partition de l'Inde fin des années 1940, alors dirigée par le Vice-Roi Lord Louis Mountbatten.

## Fiche technique
- Titre original : Viceroy's House
- Titre français : Le Dernier Vice-Roi des Indes
- Réalisation : Gurinder Chadha
- Scénario : Gurinder Chadha, Moira Buffini et Paul Mayeda Berges
- Photographie : Ben Smithard
- Musique : A.R. Rahman
- Pays d'origine :  Inde -  Royaume-Uni
- Genre : drame, historique et biopic
- Durée : 106 min
- Date de sortie : 
  -  Allemagne : 12 février 2017 (Festival de Berlin)
  -  Royaume-Uni,  Irlande : 3 mars 2017
  -  France : 5 juillet 2017
  -  Inde : 11 août 2017

## Distribution

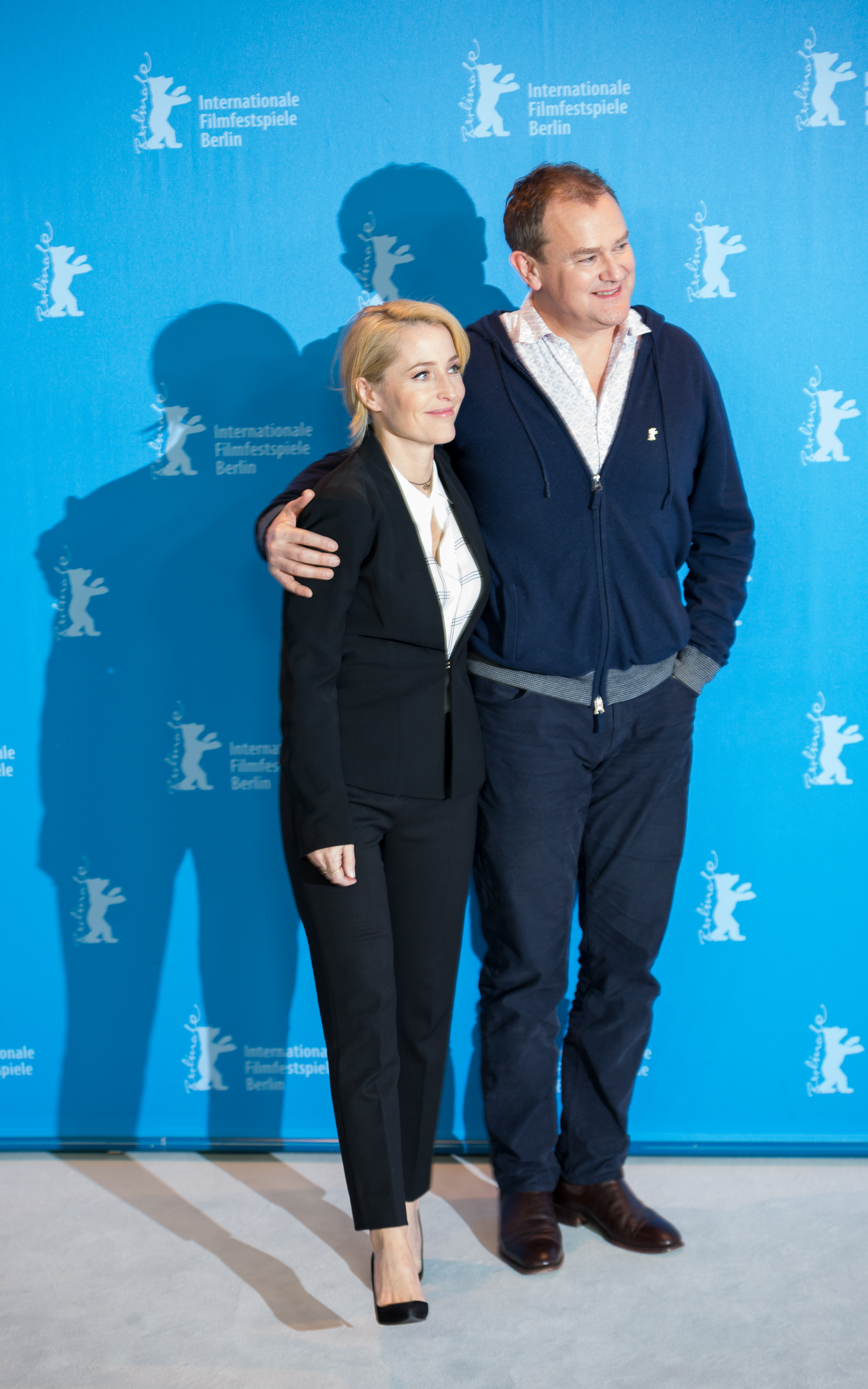
Les acteurs principaux Hugh Bonneville et Gillian Anderson à la première du film à la Berlinale 2017.

- Hugh Bonneville : Lord Mountbatten
- Gillian Anderson : Edwina Mountbatten
- Manish Dayal : Jeet
- Huma Qureshi : Aalia
- David Hayman : Ewart
- Michael Gambon : Hastings Lionel Ismay
- Om Puri : Ali Rahim Noor
- Simon Callow : Cyril Radcliffe
- Lily Travers (en) : Pamela Mountbatten
- Denzil Smith : Muhammad Ali Jinnah
- Neeraj Kabi (en) : Mahatma Gandhi
- Tanveer Ghani (en) : Jawaharlal Nehru
- Simon Williams : Archibald Wavell
- Arunoday Singh (en) : Asif, le promis à Aalia
- Darshan Jariwala (en) : Guptaji
- Sarah-Jane Dias : Sameera
- Roberta Taylor (en) : Miss Reading
- Yusuf Khurram : Vallabhbhai Patel
- Anil Bhagwat : Liaquat Ali Khan
- Kamal Karamchandani : Abul Kalam Azad

## Tournage
Le tournage principal du film a commencé le 30 août 2015 à Jodhpur, Rajasthan, Inde, où il a été tourné pendant huit semaines. 
Le film a essentiellement été tourné en Inde (à Delhi et au Rajasthan), ainsi qu'à Londres au Royaume-Uni. 

## Accueil

### Accueil critique
Sur l'agrégateur américain Rotten Tomatoes, le film récolte 73 % d'opinions favorables pour 77 critiques. Sur Metacritic, il obtient une note moyenne de 53⁄100 pour 16 critiques.
En France, le site Allociné propose une note moyenne de 2,8⁄5 à partir de l'interprétation de critiques provenant de 14 titres de presse. Pour Mathieu Macheret du Monde, le film reste trop académique et présente un regard sans nuance sur cette période de l'histoire indo-britannique. L'historien François Kersaudy est beaucoup plus positif. Il juge que la réalisatrice, Gurindher Chadha, parvient parfaitement à mêler réalité et fiction et évoque le soin qui a été porté à la reconstitution des décors et costumes d’époque, aux discours et aux dialogues. Le casting est selon lui remarquable à l'exception de l’amiral Mountbatten interprété par Hugh Bonneville très loin de la réalité historique. Il regrette en revanche les intentions prêtées à Winston Churchill dans le film, notamment celles d'un plan de partition du pays, qui ne correspondent aucunement aux événements de l'époque.